# Вывих хрусталика
Эктопия хрусталика (лат. Ectopia lentis) — полное (вывих) или частичное (подвывих) смещение хрусталика с места обычного положения.

## Этиология, патогенез
Врожденное недоразвитие, слабость или частичное отсутствие цинновых связок. Разрыв последних при тупой травме или дегенерации их и стекловидного тела.

## Вывих хрусталика у собак и кошек
Чаще всего вывих хрусталика наблюдается у собак, но в редких случаях он встречаются у людей и кошек. В нормальном состоянии хрусталик удерживается цинновыми связками. Неправильное развитие этих связок приводит к частичному смещению хрусталика, обычно этому подвергаются оба глаза. Также вывих хрусталика может появиться в результате травм, образования катаракты (уменьшение диаметра хрусталика может растянуть и порвать цинновы связки), или глаукомы (увеличение глазного яблока также растягивает связки). У кошек вывих хрусталика может появиться как последствие увеита передней камеры глаза.

### Вывих хрусталика в переднюю камеру глаза
При этом хрусталик давит на радужку и фактически перемещается в переднюю камеру глаза. В результате может возникнуть повреждение роговицы, развиться глаукома или увеит. Увеит (воспаление глаза) вызывает миоз (сужение зрачка), тем самым удерживая хрусталик в передней камере глаза, отток внутриглазной жидкости затрудняется и соответственно повышается внутриглазное давление, что приводит к глаукоме. Вероятность успеха операции по удалению хрусталика больше, если она проводится до развития вторичной глаукомы (под успехом понимают улучшение зрения и нормальное внутриглазное давление). Вторичная глаукома в результате вывиха хрусталика встречается у кошек реже, чем у собак, так как кошки обладают более глубокой передней камерой глаза, а на фоне хронических воспалений глаз чаще возникает разжижение стекловидного тела. Вывих хрусталика в переднюю камеру глаза требует немедленного медицинского вмешательства.

### Вывих хрусталика в заднюю камеру глаза
При этом хрусталик перемещается в стекловидное тело и лежит на глазном дне. Этот вид вывиха хрусталика менее проблематичен, хотя также может вызвать развитие глаукомы или воспалений глаза. Собакам с серьёзными симптомами полагается операция. Если удалить хрусталик до его дальнейшего перемещения в переднюю камеру глаза, то можно избежать возникновения вторичной глаукомы.

### Подвывих хрусталика
Частичное смещение хрусталика также встречается у собак и кошек. Симптомами являются: дрожание радужной оболочки (иридодонез) или хрусталика (факодонез), возможен так называемый эффект афакического серпа (отсутствия хрусталика) , покраснение конъюнктивы, выпадение стекловидного тела в переднюю камеру глаза или его деструкция, изменение размера передней камеры глаза. Хирургическое удаление хрусталика до развития полного вывиха помогает избежать вторичной глаукомы. В качестве нехирургического способа лечения используют миотические препараты, которые сужают зрачок, и это не дает развиться полному вывиху в переднюю камеру глаза.

### Породная предрасположенность
Предрасположенностью обладают многие терьеры (силихем-терьер, джек-рассел-терьер, жесткошёрстный фокстерьер, рэт-терьер, тедди-рузвельт-терьер, тибетский терьер, карликовый бультерьер, шарпей, бордер-колли). У тибетского терьера и шарпея тип наследования этой предрасположенности скорее всего аутосомно-рецессивный. Также предрасположенностью обладают лабрадор-ретриверы и австралийские пастушьи собаки.

## Заболевания человека, сопровождающиеся вывихом хрусталика
Частые случаи:
- Синдром Марфана
- Гомоцистинурия
- Синдром Вейля-Марчезани
- Дефицит оксидазы сульфита
- Гиперлизинемия

Редкие:
- Синдром Элерса — Данлоса
- Синдром Крузона
- Синдром Рефсума
- Синдром Книста
- Синдром Тричера Коллинза
- Синдром Штурге-Вебера
- Синдром Конради-Хюнерманна
- Болезнь Пфаундлера
- Синдром Робена
- Синдром Вильдерванка
- Деформация Шпренгеля

## Лечение
При подвывихе и неосложненном вывихе — назначение корригирующих линз, если они улучшают зрение. При осложненном вывихе — операция удаления хрусталика.

## Прогноз
При смещении хрусталика без осложнений коррекция значительно и стойко улучшает зрение. При осложненном вывихе прогноз определяется успешностью лечения и степенью изменения в глазу.